# Marc Blume
Marc Blume ( * 28. prosince 1973) je bývalý německý atlet, běžec, sprinter.
Během 90. let 20. století patřil mezi evropskou sprinterskou špičku. V roce 1996 se stal halovým mistrem Evropy v běhu na 60 metrů.